# 陈东 (外交官)
陈东（1914年6月—2011年4月15日），原名吕文芳，河北景县人，中华人民共和国政治人物、外交官。曾任驻冰岛、民主德国大使。

## 生平
1932年，参加革命工作并加入中国共产党。历任河北景县民报社编辑、河北景县地下党主要负责人。后在陕西安吴堡青训班、华北联合大学青年部、华北联合大学师范部（后改为教育学院）工作过。1942年起任冀东抗日根据地迁青平联合县工委副书记、冀东十二地委社会部、宣传部、民运部部长，四野南下工作团团部教育科副科长。
1950年任柳州地委秘书长、委员，后任宜山专署专员、地委书记。1956年，任广西区党委组织部副部长、宣传部副部长。
1961年10月，调入外交部工作，任外交部总务司副司长。1962年，任外交部苏欧司副司长，后任驻苏联大使馆参赞。1965年7月，出任中华人民共和国驻革但斯克总领事。1967年，任驻波兰大使馆参赞。1969年，下放外交部五七干校劳动。1972年9月，出任首任中华人民共和国驻冰岛大使。1978年3月，出任中华人民共和国驻民主德国大使。1982年4月，离任回国。同年12月离休。
2011年4月15日，陈东在北京病逝，得年97岁。